# 2770 Tsvet
2770 Tsvet је астероид главног астероидног појаса чија средња удаљеност од Сунца износи 2,169 астрономских јединица (АЈ).
Апсолутна магнитуда астероида је 13,5.